# Glandularia dissecta
La verbena violeta, o verbena (Glandularia dissecta) es una planta herbáceas nativa en el sur de Sudamérica: centro-norte de Argentina, extremo sur de Brasil, sur de Paraguay, centro sur de Uruguay. 

## Sinonimia
- Verbena dissecta Willd. ex Spreng.
- Verbena matthewsii Briq.,
- Verbena pulchella fo. latiloba Moldenke.[1]